# Międzynarodowy Konkurs Pianistyczny w Hamamatsu
Międzynarodowy Konkurs Pianistyczny w Hamamatsu (ang. Hamamatsu International Piano Competition) odbywa się co 3 lata od roku 1991 w Hamamatsu w prefekturze Shizuoka w Japonii. 
Pierwszy konkurs 1991 odbył się w ramach obchodów 80-lecia miasta. Konkursowi przewodniczy mer miasta.
Konkurs jest członkiem Światowej Federacji Międzynarodowych Konkursów Muzycznych (World Federation of International Music Competitions).
Do IV konkursu w roku 2000 przystąpiło 346 kandydatów z 42 krajów.
W jury konkursu uczestniczyli m.in. Dmitrij Baszkirow, Wiktor Mierżanow, Đặng Thái Sơn, Fanny Waterman i Halina Czerny-Stefańska.
W mieście Hamamatsu znajduje się pomnik Fryderyka Chopina – replika pomnika z warszawskich Łazienek, dzieła Wacława Szymanowskiego.

## Laureaci
| Lista laureatów |      |                     |                                 |                                           |
| Edycja          | Rok  | I miejsce           | II miejsce                      | III miejsce                               |
| I               | 1991 | Sergiej Babajan     | Anne Marie McDermott            | Zhong Xu                                  |
| II              | 1994 | Wiktor Liadow       | Enrico Pompili                  | Naida Cole Ayako Shibata                  |
| III             | 1997 | Alessio Bax         | Oliver Kern                     | Sergiej Tarasow                           |
| IV              | 2000 | Aleksander Gawryluk | Lim Dong-hyek Ayako Uehara      | Olga Kern                                 |
| V               | 2003 | Nie przyznano       | Rafał Blechacz Aleksandr Kobrin | Siergiej Sałow                            |
| VI              | 2006 | Aleksiej Gorłacz    | Siergiej Kuzniecow              | Kim Tae-hyung Tomoki Kitamura             |
| VII             | 2009 | Cho Seong-jin       | Elmar Gasanow                   | Huh Jae-weon                              |
| VIII            | 2012 | Ilia Raszkowskij    | Nozomi Nakagiri                 | Takashi Satō                              |
| IX              | 2015 | Alexander Gadjiev   | Roman Łopatynskij               | Daniel Hsu Aleksiej Melnikow Alexia Mouza |
| X               | 2018 | Can Çakmur          | Tomoharu Ushida                 | Lee Hyuk                                  |
| XI              | 2021 | Odwołanie konkursu  | Odwołanie konkursu              | Odwołanie konkursu                        |
| XII             | 2024 | Manami Suzuki       | Jonas Aumiller                  | Kaito Kobayashi                           |